# Léon Louis Charles Roux
Léon Louis Charles Roux, né le 15 juillet 1899 à Nevers (Nièvre) et mort le 18 février 1995 à Nice (Alpes-Maritimes), est un peintre français.

## Biographie
Attiré par la peinture dès l'enfance, il commença sa carrière à Rome (Italie) en 1920 où il a suivi des études artistiques à l'Académie de France, en contact étroit avec les nombreux artistes français et étrangers qui avaient choisi de travailler dans l'Italie de l'après-guerre. Il devait rapidement manifester sa forte personnalité et son sens inné du dessin à travers de grandes compositions aux teintes sombres qui contrastent étrangement avec l'exubérance colorée qui caractérise son œuvre scénographique.
Il expose au Salon des indépendants en 1929 et au Salon de l'école française en 1930.
En 1936, il fut appelé à prendre la direction de la scénographie de l'Opéra de Monte-Carlo. Il réalisa d'innombrables créations et ce jusqu'en 1963, tant dans l'art lyrique que dans le domaine de la comédie ou de la danse et qui remportèrent de grands succès.
Il a en outre collaboré avec Henri Matisse, Marcel Pagnol, Emmanuel Bondeville, Yves Brayer, Léon Zack.
Il réalisa également des décors grandioses au Stade Louis-II, à l'occasion de l'avènement au trône du prince Rainier III de Monaco ainsi que le rideau de scène à la Salle Garnier lors de la représentation donnée en l'honneur du mariage du prince Rainier III et de la princesse Grace.

## Œuvres
Huiles sur toile
- Douleurs
- Marche funèbre
- Harmonies en blanc

Panneaux laqués
- Libération
- Yseult

## Source
Martine Mari, L'Opéra de Monte-Carlo (1879-1990), édition Champion-Slatkine.